# Schlacht bei Tinchebray
Die Schlacht bei Tinchebray fand am 28. September 1106 vor der Burg von Tinchebray in der Normandie in Frankreich statt. Durch seinen Sieg entschied der englische König Heinrich I. (Beauclerc) den Machtkampf mit seinem Bruder Robert Kurzhose, Herzog der Normandie.

## Hintergrund
Der englische König und normannische Herzog Wilhelm der Eroberer verfügte bei seinem Tod 1087 die Teilung seines Reichs unter seinen beiden ältesten Söhnen. Das normannische Stammland, welches formal dem Feudalgefüge des Königreichs Frankreich angehörte, sollte an seinen ältesten Sohn Robert Kurzhose gehen, während das 1066 eroberte englische Königreich von dem zweitgeborenen Wilhelm II. Rufus übernommen werden sollte. Der dritte Sohn Heinrich Beauclerc erhielt dagegen keinen Landbesitz, sondern lediglich eine Abfindung von 5000 Pfund Silber.
Nachdem Wilhelm Rufus im Jahr 1100 an den Folgen eines Jagdunfalls im New Forest gestorben war, ergriff Heinrich Beauclerc die Gelegenheit, sich des englischen Throns zu bemächtigen. Die Abwesenheit Roberts Kurzhose auf dem ersten Kreuzzug begünstigte diese schnelle Machtübernahme. Allerdings kehrte Robert Kurzhose noch im Herbst desselben Jahres vom Kreuzzug in die Normandie zurück und erhob sofort einen Anspruch auf den englischen Thron. Sein im Jahr 1101 bei Portsmouth unternommener Invasionsversuch scheiterte aber an der militärischen Stärke Heinrichs. Die Brüder regelten daher ihre Differenzen im Vertrag von Alton, indem Robert das englische Königtum Heinrichs anerkannte und als Ausgleich für seinen Thronverzicht Geldzahlungen erhalten sollte.
Die vertragliche Einigung wurde allerdings schnell von Heinrich Beauclerc gebrochen, der in den folgenden Jahren die Anhänger Roberts verfolgte und sich auch gegenüber der Normandie mehrfach wie ein Oberherr gebärdete, gleichwohl der König von Frankreich der eigentliche Oberlehnsherr der Normandie war. 1104 unternahm Heinrich schließlich einen direkten Angriff auf die Normandie und brachte den Westen des Landes unter seine Kontrolle. Der Bruderkrieg war damit de facto ausgebrochen.

## Die Schlacht
Im Juni 1106 landete Heinrich Beauclerc ein zweites Mal an der Küste der Normandie an und zog ungehindert in die Abtei von Le Bec ein, wo er am 15. August das Fest zu Mariä Himmelfahrt beging. Anschließend nahm er umfassende Bündnisverhandlungen mit dem Grafen Elias I. von Maine und dem Herzog Alain IV. Fergant von Bretagne auf. Danach entsandte er ein Truppenkontingent gegen seinen ihm feindlich gesinnten Vetter, Graf Wilhelm von Mortain, der sich in seiner Burg von Tinchebray verschanzte. Nachdem sich der Graf dort erfolgreich verteidigen konnte, entschloss sich Heinrich persönlich mitsamt seinen Alliierten dem Kampf um Tinchebray zu widmen.
Unterdessen hatte auch Robert Kurzhose Vorbereitungen zur Verteidigung seines Herzogtums gegen seinen Bruder getroffen. Dem Hilfsgesuch des Grafen von Mortain folgend, der sein Vasall war, bildete er mit dem mächtigen Baron Robert von Bellême ein Heer, um Tinchebray zu entsetzen. Von Seiten König Philipps I. von Frankreich wie auch von Kronprinz Ludwig VI. war keine Unterstützung zu erwarten, da diese in einer Revolte der Barone der Île-de-France gebunden waren.
Als Robert Kurzhose am 28. September 1106 mit seinem Heer das belagerte Tinchebray erreichte, nahm er zuerst diplomatischen Kontakt zu seinem Bruder auf. Er wies darauf hin, dass der Graf von Mortain ein Vasall des Herzogs der Normandie sei und dass jedwede Strafmaßnahme gegen ihn einzig vom Herzog verhängt werden könne. Tatsächlich habe hingegen Heinrich Beauclerc einen Rechtsbruch begangen, da er als König von England keine Herrschergewalten gegenüber einem Vasallen der Normandie besitze. Sein Vorgehen gegen den Grafen von Mortain stelle daher einen kriegerischen Akt gegen den Herzog der Normandie dar, der zudem unrechtmäßig sei, da Heinrich keine formelle Kriegserklärung an Robert gerichtet habe. Die Aufforderung, die Belagerung zu beenden und abzuziehen, wies Heinrich zurück und ließ stattdessen sein Heer zur Schlacht Aufstellung beziehen.
Heinrichs Heer bestand hauptsächlich aus Fußvolk, das er zu drei Reihen formierte. Den Befehl über die erste Reihe übernahm Ranulf de Bayeux, die zweite Robert de Beaumont und die dritte William de Warenne. Heinrich selbst und sein engstes Gefolge saßen von ihren Pferden ab, um zu Fuß zu kämpfen, was für normannische Taktiken ungewöhnlich war. Lediglich ein kleineres Ritterkontingent unter dem Befehl des Grafen Elias von Maine ließ er etwas abseits des Feldes positionieren. Auf der Gegenseite war das Heer Roberts an Kavallerie überlegen. Der Herzog formierte seine Truppen zu zwei Angriffsreihen, wobei der Graf von Mortain die Führung der ersten und der Herr von Bellême die der zweiten übernahm.
Die erste Attacke führte Robert Kurzhose mit der Abteilung des Grafen von Mortain und ihm gelang der Durchbruch durch die Reihe des Ranulf de Bayeux, aber schon an der Reihe des Robert de Beaumont verfing er sich in den Nahkampf gegen den zu Fuß kämpfenden Gegner. Nach nicht einmal einer Stunde entschied Heinrich Beauclerc die Schlacht zu seinen Gunsten, als seine Reservereiterei unter dem Grafen von Maine in die ungedeckte Flanke Herzog Roberts einbrach und dabei gleich 225 Gegner tötete. Der Baron von Bellême, welcher bis dahin nicht in den Kampf eingegriffen hatte, ergriff daraufhin die Flucht auf und ließ seine Alliierten auf dem Schlachtfeld im Stich. Robert Kurzhose sowie der Großteil seines Gefolges, darunter der angelsächsische Thronanwärter Edgar Ætheling, gerieten in Gefangenschaft von Heinrich Beauclerc.

## Folgen
In einem Brief an den Erzbischof Anselm von Canterbury berichtete Heinrich Beauclerc von der Gefangennahme von 400 Rittern und 10.000 Infanteristen. Schon wenige Tage nach der Schlacht ließ er die meisten Gefangenen wieder frei. Nur sein Bruder Robert Kurzhose sollte die letzten achtundzwanzig Jahre seines Lebens in Gefangenschaft verbleiben. Durch den Sieg von Tinchebray vereinte Heinrich Beauclerc das von seinem Vater geschaffene „anglo-normannische Reich“ wieder unter einer Herrschaft. Im Oktober 1106 berief er in Lisieux ein Konzil der normannischen Barone ein und erklärte sich hier zum neuen Herrscher der Normandie. Zeit seines Lebens unterließ er es allerdings, offiziell den Herzogstitel anzunehmen, womit er vor allem der damit verbundenen Vasallenpflicht gegenüber dem König von Frankreich aus dem Weg zu gehen gedachte.
Gegenüber König Ludwig VI. von Frankreich und dem zu ihm geflohenen Wilhelm Clito, Sohn und Erbe von Robert Kurzhose, verteidigte Heinrich seine Herrschaft in der Normandie durch die siegreiche Schlacht von Brémule im Jahr 1119. Der anglo-normannische Verbund sollte erst 1204 durch König Philipp II. August beendet werden.